# Ilha (Santana)
Ilha ist eine Gemeinde (Freguesia) an der Nordküste der portugiesischen Insel Madeira, im Kreis (Concelho) von Santana. Die Gemeinde hat eine Fläche von 14,2 km² und 189 Einwohner (Stand 19. April 2021).
Die Gemeinde Ilha wurde 1989 neu geschaffen, durch Abspaltung aus der Gemeinde São Jorge.
1999 nahm die UNESCO den Laurisilva-Wald von Madeira in die Liste des Welterbes auf. Die Gemeinde Ilha liegt zu einem Großteil in diesem Naturschutzgebiet.